# Фолансби (Западна Вирџинија)
Фолансби (енгл. Follansbee) град је у америчкој савезној држави Западна Вирџинија.

## Демографија
По попису из 2010. године број становника је 2.986, што је 129 (-4,1%) становника мање него 2000. године.
| Група             | 2000.         | 2010.         |
| Белци             | 3.076 (98,7%) | 2.893 (96,9%) |
| Афроамериканци    | 2 (0,1%)      | 10 (0,3%)     |
| Азијати           | 10 (0,3%)     | 7 (0,2%)      |
| Хиспаноамериканци | 8 (0,3%)      | 21 (0,7%)     |
| Укупно            | 3.115         | 2.986         |